# Rufin Beckerman
Rufin Beckerman też Samuel Rufin Beckerman (ur. 1833, zm. 26 marca 1915 w Radomiu) – polski przemysłowiec i działacz społeczny żydowskiego pochodzenia działający w Radomiu.
O jego młodości niewiele wiadomo. Urodził się jako syn Samuela i Sary. Był właścicielem licznych posesji w Radomiu oraz Zakładów Przemysłowych Firlej w tym mieście. Był jednym ze współzałożycieli Lombardu Żydowskiego, powstałego w 1857. Przyczynił się również do powstania Towarzystwa Pożyczkowo-Oszczędnościowego, którego został pierwszym prezesem. Przez 45 lat sprawował kuratelę nad Szpitalem Żydowskim, który wielokrotnie wspierał finansowo. W 1913 na radomskim Obozisku powstał Dom Starców i Kalek Wyznania Mojżeszowego, którego głównym fundatorem był Rufin Beckerman. Rufin Beckerman prowadził poza tym aktywną działalność charytatywną, wspierając różne instytucje.
Zmarł i został pochowany w Radomiu na tamtejszym cmentarzu żydowskim.